# Bobenheim-Roxheim

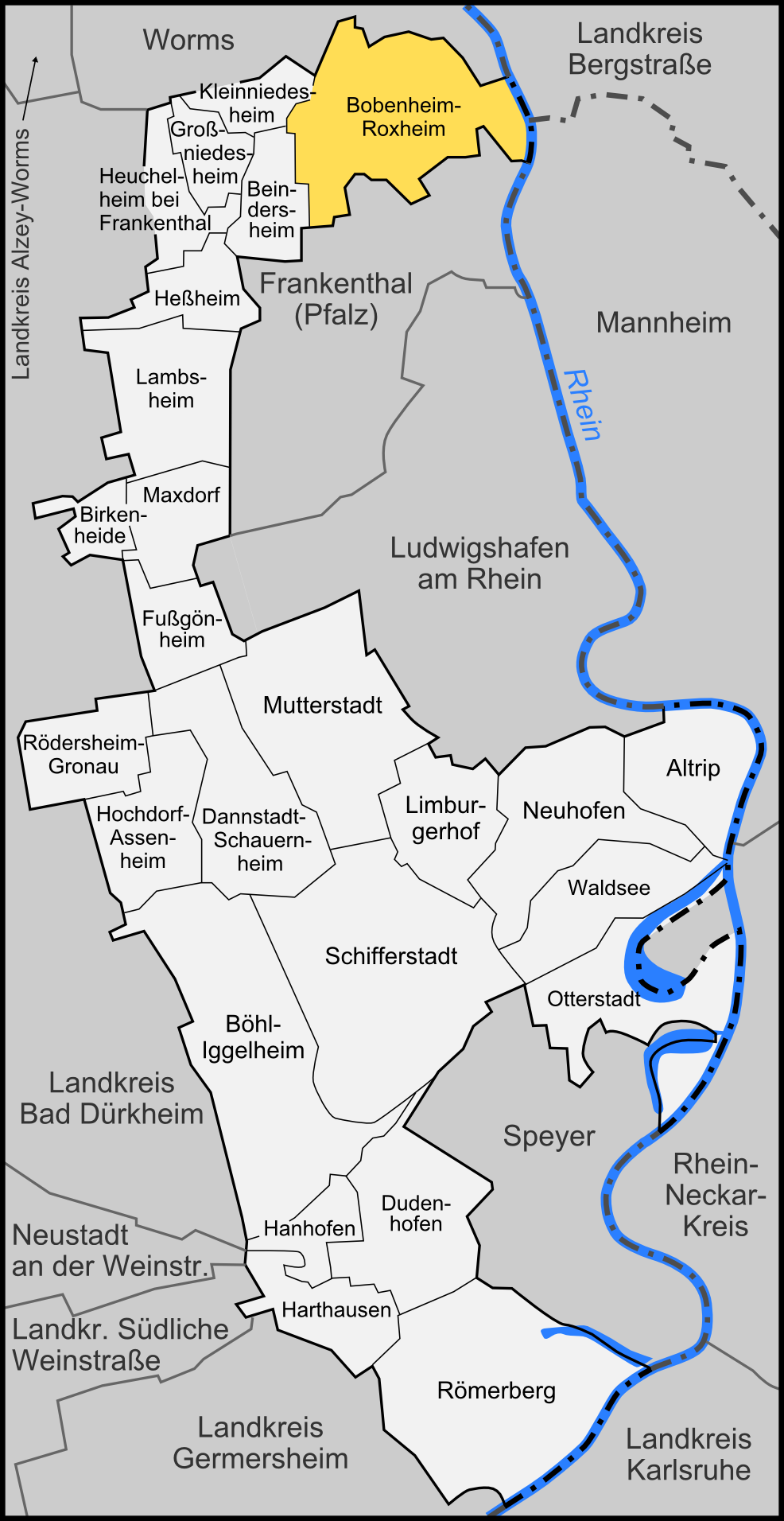

Bobenheim-Roxheim là một xã thuộc thuộc huyện Rhein-Pfalz, bang Rheinland-Pfalz,phía tây nước Đức. Xã này có diện tích 21 km², dân số thời điểm ngày 31 tháng 12 năm 2006 là 10.012 người.
Xã này có cự ly khoảng 5 km về phía nam của Worms, và 13 km về phía tây bắc của Ludwigshafen.